# Vĩnh Thanh, Cà Mau
Vĩnh Thanh là một xã thuộc tỉnh Cà Mau, Việt Nam.

## Địa lý
Xã Vĩnh Thanh có vị trí địa lý:
- Phía đông giáp xã Châu Thới
- Phía tây giáp xã Vĩnh Phước
- Phía nam giáp phường Láng Tròn và xã Vĩnh Mỹ
- Phía bắc giáp xã Phước Long và thành phố Cần Thơ.

Xã Vĩnh Thanh có diện tích 75,30 km², dân số năm 2024 là 36.959 người, mật độ dân số đạt 490 người/km².

## Lịch sử
Ngày 20 tháng 9 năm 1975, Bộ Chính trị ban hành Nghị quyết số 245-NQ/TW về việc hợp nhất tỉnh Bạc Liêu, tỉnh Cà Mau và hai huyện An Biên, Vĩnh Thuận (ngoại trừ 2 xã Đông Yên và Tây Yên) của tỉnh Rạch Giá thành một tỉnh mới, tên gọi tỉnh mới cùng với nơi đặt tỉnh lỵ sẽ do địa phương đề nghị lên.
Ngày 20 tháng 12 năm 1975, Bộ Chính trị ban hành Nghị quyết số 19/NQ về việc hợp nhất tỉnh Bạc Liêu và tỉnh Cà Mau thành một tỉnh mới, tên gọi tỉnh mới cùng với nơi đặt tỉnh lỵ sẽ do địa phương đề nghị lên.
Ngày 24 tháng 2 năm 1976, Chính phủ Cách mạng Lâm thời Cộng hòa miền Nam Việt Nam ban hành Nghị định số 3/NQ/1976 về việc hợp nhất tỉnh Bạc Liêu và tỉnh Cà Mau thành một tỉnh mới, lấy tên là tỉnh Bạc Liêu – Cà Mau.
Ngày 10 tháng 3 năm 1976, Chính phủ ban hành Nghị quyết về việc thành lập tỉnh Minh Hải trên cơ sở đổi tên tỉnh Bạc Liêu – Cà Mau.
Ngày 29 tháng 12 năm 1978, Hội đồng Chính phủ ban hành Quyết định số 326-CP về việc thành lập huyện Phước Long thuộc tỉnh Minh Hải.
Ngày 25 tháng 7 năm 1979, Hội đồng Bộ trưởng ban hành Quyết định số 275-CP về việc:
- Chia xã Vĩnh Phú Tây thuộc huyện Phước Long thành 3 xã: Vĩnh Thanh (Vĩnh Thạnh), Vĩnh Hồng, Vĩnh Tiến.
- Chia xã Vĩnh Phú Đông huyện Phước Long  thành 4 xã: Vĩnh Phú Đông, Đông Phú, Hưng Phú, Đông Nam.

Ngày 17 tháng 5 năm 1984, Hội đồng Bộ trưởng ban hành Quyết định số 75-HĐBT về việc:
- Sáp nhập huyện Phước Long vào huyện Hồng Dân.
- Sáp nhập xã Hưng Phú và xã Vĩnh Thanh (Vĩnh Thành) thuộc huyện Phước Long vào huyện Hồng Dân.

Ngày 6 tháng 11 năm 1996, Quốc hội ban hành Nghị quyết về việc chia tỉnh Minh Hải thành tỉnh Bạc Liêu và tỉnh Cà Mau. Khi đó, xã Hưng Phú và xã Vĩnh Thanh thuộc huyện Hồng Dân, tỉnh Bạc Liêu.
Ngày 25 tháng 9 năm 2000, Chính phủ ban hành Nghị định số 51/2000/NĐ-CP về việc:
- Thành lập huyện Phước Long thuộc tỉnh Bạc Liêu.
- Chuyển xã Hưng Phú và xã Vĩnh Thanh thuộc huyện Hồng Dân về huyện Phước Long mới thành lập quản lý.

Tính đến ngày 31/12/2024:
- Xã Hưng Phú có 9 ấp: Mỹ Hòa, Mỹ Phú Đông, Mỹ Phú Tây, Mỹ Trinh, Mỹ Tường I, Mỹ Tường II, Tường II, Tường IV, Vĩnh Tường.
- Xã Vĩnh Thanh có 14 ấp: Huê II, 10, Bình Thiện, Huê I, Huê IIA, Huê IIB, Vĩnh Bình A, Vĩnh Bình B, Vĩnh Đông, Vĩnh Hòa, Tường IIIA, Tường IIIB, Tường Thắng A, Tường Thắng B.

Ngày 16 tháng 6 năm 2025, Ủy ban Thường vụ Quốc hội ban hành Nghị quyết số 1655/NQ-UBTVQH15 về việc sắp xếp các đơn vị hành chính cấp xã của tỉnh Cà Mau năm 2025 (nghị quyết có hiệu lực từ ngày 16 tháng 6 năm 2025). Theo đó, sáp nhập toàn bộ 37,93 km² diện tích tự nhiên, quy mô dân số là 17.668 người của xã Hưng Phú vào toàn bộ 37,37 km² diện tích tự nhiên, quy mô dân số là 19.291 người của xã Vĩnh Thanh thuộc huyện Phước Long, tỉnh Bạc Liêu.
Xã Vĩnh Thanh có diện tích 75,30 km² và quy mô dân số là 36.959 người.

## Giao thông
Đường Nguyễn Thị Mười (Trưởng Tòa – Hưng Phú).